# 衙门桥
36°03′28″N 120°19′24″E / 36.05778°N 120.32333°E

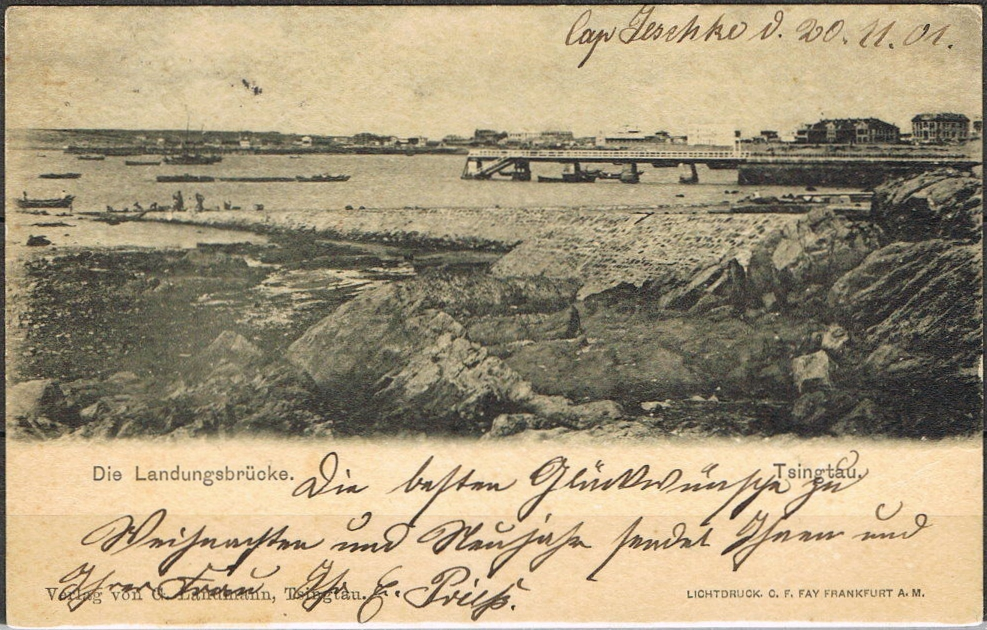
衙门桥，德占时期明信片

衙门桥（德語：Yamenbrücke），又称“蜗牛桥”，为青岛德占时期兴建的一处曾经存在的码头，原址位于今中国山东省青岛市市南区莱阳路游艇码头一带，建于1900年。

## 历史

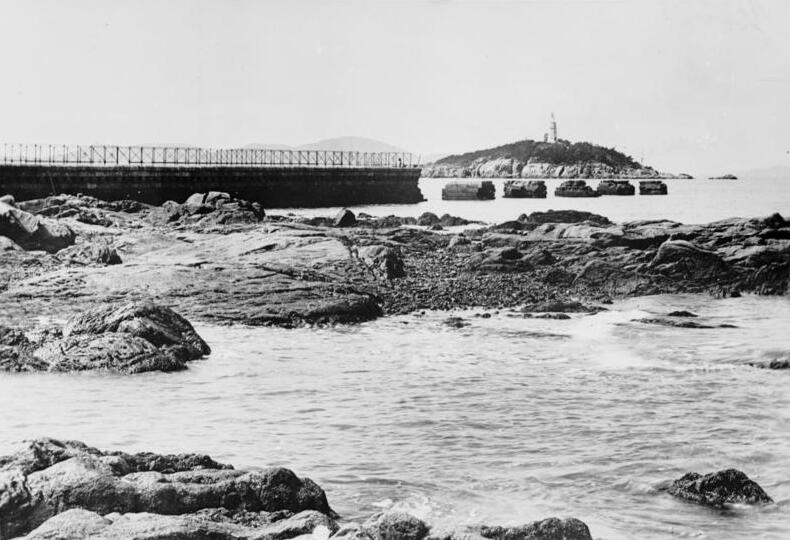
衙门桥残留的引堤与五座桥墩，1930年代

衙门桥建成于德占时期的1900年，《青岛官报》1900年第16期曾刊载10月17日通告“衙门桥已建成并交付公众使用，主要是用于行人交通”。衙门桥位于青岛湾东岸，与前海栈桥隔海相望，因邻近总兵衙门而得名。因其吃水较浅，仅能停靠小型船只。清末官员、学者劳乃宣居住青岛时曾题《海滨即曰》一诗：“波光如镜暮山孤，两道长堤入画图。更复谁知是东海，宛然身已到西湖。”描述了青岛湾内前海栈桥与衙门桥同时存在的情景。
该栈桥1914年日德青岛战役期间曾遭损坏，日军占领青岛后可能曾修复。第一次日占时期，该桥在地图中被标注为“蜗牛桥”。约1920年代，该桥再次损毁，仅剩引堤与五个桥墩。1928年出版的《胶澳志》称“蜗牛桥，在莱阳路西之海滨，传为前清章高元所筑，盖其时，北洋军舰恒来胶澳游弋，筑此桥以便上下，俄舰借泊时，亦尝借以装卸煤米。石基，灰面，铁栏，日久失修，现已倾圮大半”，讹传该桥为章高元驻防时期所建。该栈桥彻底拆除的具体时间、原因不详，可能于1940年代日军扩建莱阳路、小青岛一带海军设施时拆除。

## 结构
衙门桥近岸部分有石砌引堤，筑于礁石之上，桥身部分与前海栈桥的钢木结构不同，采用桥墩支撑，均匀地架在五个桥墩之上，桥面铺木板，附钢梁承重，两侧设木制栏杆。据《青岛市志》载，该桥长100米，宽6米。